# Gadiculus argenteus
Espèce
Gadiculus argenteus, le Merlan argenté, est une espèce de poissons de la famille des Gadidae et du genre Gadiculus .

## Liste des sous-espèces
- Gadiculus argenteus argenteus Guichenot, 1850
- Gadiculus argenteus thori Schmidt, 1914